# Catharina Nolin
Eva Gunilla Catharina Nolin, född 29 april 1962, är en svenskt konstvetare.
Catharina Nolin disputerade på Stockholms universitet 1999 på avhandlingen Till stadsbornas nytta och förlustande – den offentliga parken i Sverige under 1800-talet.
Hon är sedan 2008 lektor i arkitekturhistoria på Stockholms universitet.